# الأفنيوز (البحرين)
الأفنيوز (بالإنجليزية: The avenues)‏ هو مركز تسوق على الواجهة البحرية يقع على طول خليج البحرين، في المنامة، البحرين. طورته شركة كورنيش الملك فيصل، المشروع الذي تبلغ قيمته 186 مليون دولار (90 مليون دينار بحريني) يمتد على مساحة إجمالية قدرها 273,000 متر مربع (2,940,000 قدم2) بطول 1.5 كيلومتر (0.93 ميل) كورنيش الواجهة البحرية. بدأ البناء في سبتمبر 2014 وكان من المقرر مبدئيًا الانتهاء من المشروع بحلول فبراير 2017. افتُتِح رسميًا للجمهور في 29 أكتوبر 2017.

## تطوير
المشروع تم العمل عليه من قبل شركة كورنيش الملك فيصل، وهو مشروع من قبل مستثمرين بحرينيين بالشراكة مع تاجر التجزئة إم إتش الشايع ومؤسسة المباني وهي أيضاً مملوكة للشايع ومقرها الكويت، وهما اللذان يملكان مجمع الأفنيوز الكويت، أحد أكبر مراكز التسوق في العالم وأكبرها في الشرق الأوسط. تم تمويل المشروع من قبل بيت التمويل الكويتي. تم التعاقد مع شركة ناس ش.م.ب. مقاول أم إي بي هو إير ميش. المستشار الرئيسي للمشروع هو مكتب محمد صلاح الدين للاستشارات الهندسية ومُنِحَت شركة غينسلير استشارات التصميم.
وُضِع حجر الأساس للتطوير من قبل نائب رئيس وزراء البحرين الشيخ خالد بن عبد الله آل خليفة في سبتمبر 2014. في يناير 2016، أعلنت مؤسسة المباني عن تأخيرات في المشروع، مشيرة إلى تغييرات في التصميم.

## توسعة الأفنيوز
ستضيف المرحلة الثانية من الأڤنيوز- البحرين حوالي 40,000 متر مربع إضافية من المساحة القابلة للتأجير، والتي ستتضمن 218 متجر ومطعم، إلى جانب منطقتين ترفيهيتين وسوبر ماركت، بالإضافة إلى مواقف سيارات في الطابق السفلي تتسع لنحو 1,330 مركبة، لتبلغ المساحة الإجمالية القابلة للتأجير في كلا المرحلتين حوالي 77,500 متر مربع.
وستضم هذه المرحلة مناطق جديدة تتميز بتصاميم خلابة ستقدم بدورها تجربة تسوق حديثة ومتنوعة، وهي: الفوروم، غراند بلازا، إليكترا والسوق، بالإضافة إلى توسعة غراند أڤنيو التي تشهد حضورًا وإقبالًا كبيرًا من الزوار المحليين والدوليين، وستمتلك كل منطقة طابعها الفريد الذي يتم التعبير عنه من خلال الأسلوب المعماري المستوحى من مفاهيم حديثة ومتنوعة.
سيتضمن المشروع توسيع ممشى الزوار الخارجي المواجه للبحر بمساحة 600 متر إضافي غربًا على طول مياه خليج البحرين، ليصبح أكبر مركز ترفيهي ذات واجهة بحرية بطول إجمالي حوالي 1.3 كم.
ومن المتوقع أن تكتمل المرحلة الثانية من الأڤنيوز- البحرين في الربع الرابع من عام 2023، وذلك بعد الحصول على الموافقات  لبدء عمليات الاستصلاح والأساسات و إعادة توجيه الخدمات، في الربع الثالث من عام 2021 ولمدة 7 إلى 9 أشهر.